# ГАЗ-34039
ГАЗ-34039 — советский гусеничный снегоболотоход, дальнейшее развитие ГТ-СМ (ГАЗ-71).

## Описание конструкции
В ГАЗ-34039 установлен рядный 4-цилиндровый четырёхтактный дизельный двигатель Д-245.12C с турбонаддувом мощностью 110 л.с., оборудованный предпусковым подогревателем двигателя, позволяющий запускать двигатель при низких температурах. 
На снегоболотоходе установлена пятиступенчатая коробка передач, главная передача в моноблоке с дополнительной передачей.
Ходовая часть состоит из 12 опорных катков, двух направляющих колёс, двух ведущих колёс, расположенных в передней части снегоболотохода и двух гусениц. Гусеницы могут быть двух видов: с открытым шарниром (ОШ), с ресурсом гусеничного движителя — 6 000 км; и с резинометаллическим шарниром (РМШ), с ресурсом гусеничного движителя — 12 000 км. Подвеска независимая, торсионная, с большим углом атаки гусеницы спереди и сзади. Способен преодолевать водные преграды на плаву. Движение на плаву осуществляется при помощи гусеничного движителя.

## Модификации
- ГАЗ-34039-12 — пассажирский, кузов с двойным утепленным тентом. Установлен автономный независимый отопитель салона «Webasto», гусеницы с РМШ.
- ГАЗ-34039-13 — ГАЗ-34039-12, с гусеницами с ОШ.
- ГАЗ-34039-22 — Грузопассажирский, кузов с одинарным тентом, гусеницы с РМШ.
- ГАЗ-34039-23 — ГАЗ-34039-22, с гусеницами с ОШ.
- ГАЗ-34039-32 — пассажирский, кузов металлический. Установлен автономный независимый отопитель салона «Webasto», гусеницы с РМШ.
- ГАЗ-34039-33 — ГАЗ-34039-32, с гусеницами с ОШ.
- ГАЗ-340394 — снегоболотоход скорой медицинской помощи. Установлен автономный независимый отопитель салона «Webasto», гусеницы с РМШ. «Webasto», гусеничный движитель с резинометаллическим шарниром.
- ГАЗ-34039 «Ирбис».

На базе снегоболотохода был создан ряд машин специального назначения: станция взрывного пункта СВП-6-02, самоходная гидроприводная буровая установка с УГБ-001, пожарный снегоболотоход, машина с УКТП «ПУРГА-120» и бурильная установка БГМ-21.

## Технические характеристики
- Допустимая полная масса буксируемого прицепа, — кг 2000
- Максимальный крутящий момент / частота вращения — 352 Н·м / 1300—1700 об/мин
- Удельный расход топлива — 218 г/кВт·час
- База, мм — 3600
- Преодолеваемый угол подъёма — 35°
- Угол бокового крена — 25°

## Фотогалерея
Медицинский ГАЗ-340394 на выставке Interpolitex-2008
Снегоболотоход лесопожарный гусеничный ГАЗ-34039